# Somerleyton
Somerleyton est un village d'origine médiévale du comté anglais de Suffolk. Il est établi à 7 km au nord-ouest de Lowestoft et à 9 km au sud-ouest de Great Yarmouth.
À proximité du village se trouvent le Château de Somerleyton, avec ses jardins et son labyrinthe et la gare de Somerleyton.

## Galerie

Monuments du village
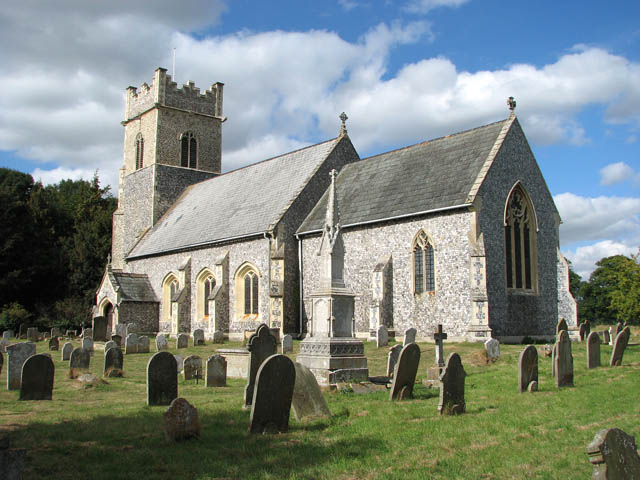
L'église.
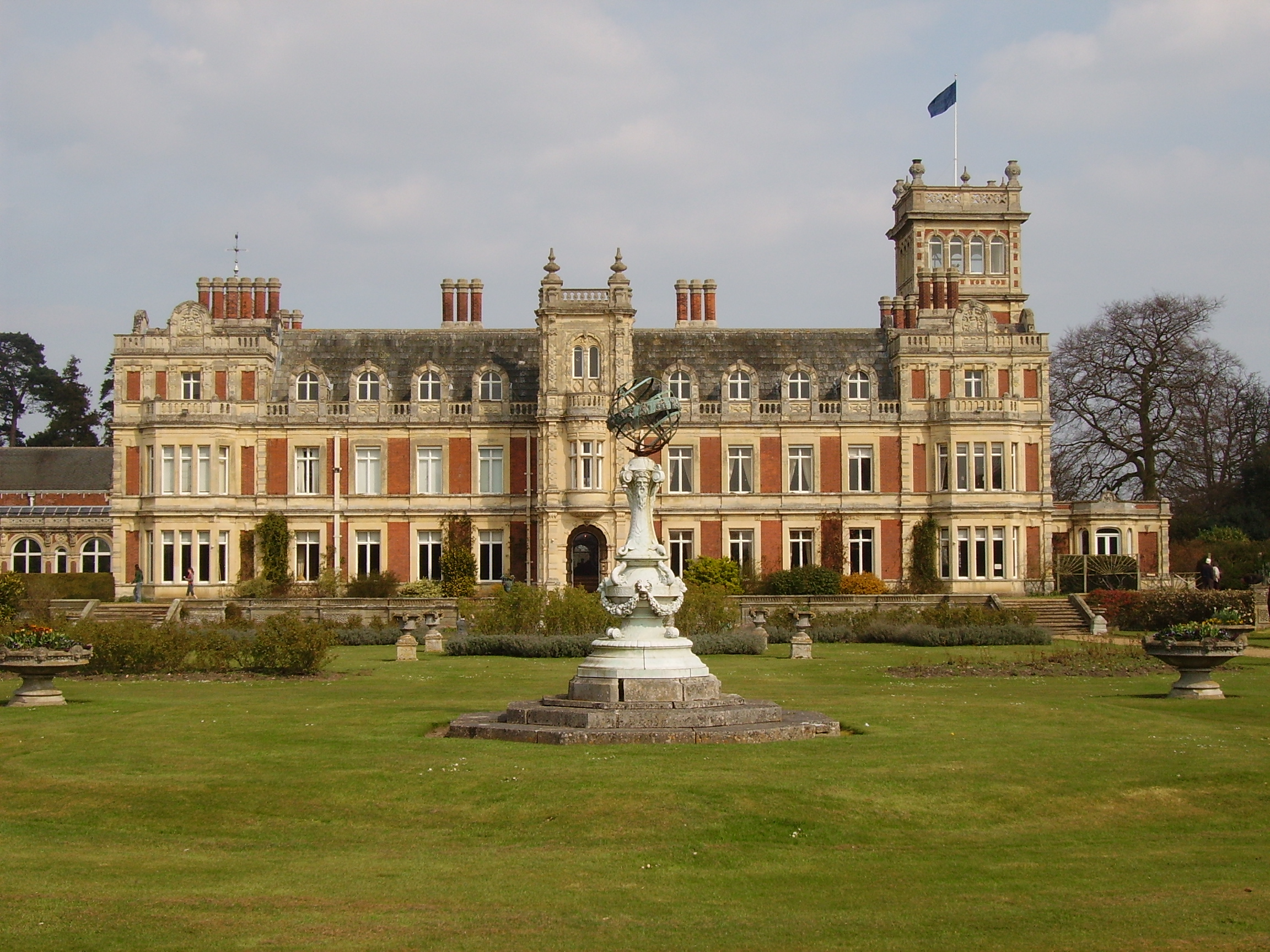
Le château
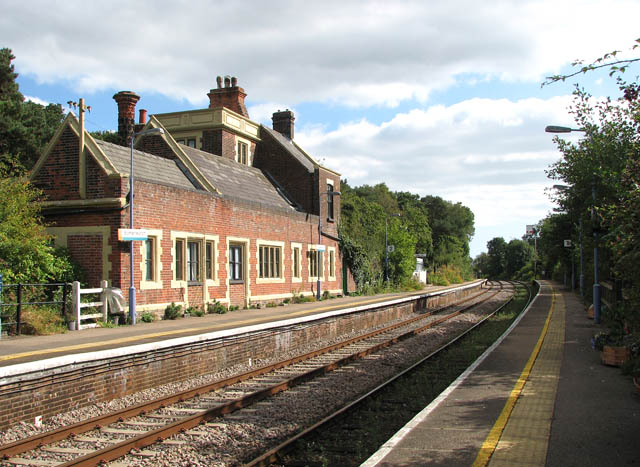
La gare.